# Quiché-Sprache
Die Quiché-Sprache (spanisch) oder K’iche’ (Eigenbezeichnung) ist die Sprache des indigenen Volks der Quiché in Guatemala und mit über 2 Millionen Sprechern die meistgesprochene Maya-Sprache.

## Verbreitung
Das Quiché-Sprachgebiet umfasst weite Teile des Hochlands von Guatemala, insbesondere im Departamento Quiché, daneben auch in Totonicapán, Sololá und Quetzaltenango. In Guatemala ist es die meistgesprochene indigene Sprache und gehört zu den indigenen Sprachen Amerikas mit den größten Sprecherzahlen. Abgesehen von einigen abgelegenen Gegenden beherrschen die meisten Quiché-Sprecher bis zu einem gewissen Grad auch Spanisch.
Quiché hat einige recht unterschiedliche Dialekte, die von einigen Experten, insbesondere vom Linguistischen Sommerinstitut (SIL International) als eigene Sprachen angesehen werden. Die Variante Zentral-Quiché macht die größte Sprecherzahl aus und wird auch in den Medien und im Schulbereich bevorzugt. Einige andere bedeutende Dialekte sind West-Zentral-Quiché, San-Andrés-Quiché, Joyabaj-Quiché, Ost-Quiché, Nahualá-Quiché und Cunén-Quiché. Obwohl Quiché keinen amtlichen Status in Guatemala hat, wird es inzwischen in einigen Schulen unterrichtet und im Radio verwendet. Bisher können jedoch nur wenige Menschen Quiché lesen und schreiben, beides gleichzeitig nach SIL-Angaben nur 20.000 Menschen (etwa 1 %), weitere 20.000 können es hiernach nur lesen.
Bei der Volkszählung von 2002 gaben 890.596 (8,7 %) K’iche’ als Muttersprache an; 1.270.953 (11,3 %) bezeichneten sich als K’iche’. SIL International gibt dagegen allein für Zentral-Quiché 1,9 Millionen Sprecher an, zusammen mit weiteren, kleineren Quiché-Varianten deutlich über 2 Millionen.

## Alte literarische Tradition
Das bekannteste Werk, das auf Quiché, allerdings in lateinischer Schrift, überliefert wurde, ist das Popol Vuh (Popol Wuj in heutiger Quiché-Rechtschreibung).
Vor der Conquista wurde Quiché mit der Maya-Schrift geschrieben.

## Phonologie

### Vokale
| [a] | Ungerundeter offener Vorderzungenvokal         | a |
| [ɛ] | Ungerundeter halboffener Vorderzungenvokal     | e |
| [i] | Ungerundeter geschlossener Vorderzungenvokal   | i |
| [o] | Gerundeter halbgeschlossener Hinterzungenvokal | o |
| [u] | Gerundeter geschlossener Hinterzungenvokal     | u |

### Konsonanten
|            | Bilabial | Bilabial | Alveolar    | Alveolar    | Palatal | Palatal  | Velar   | Velar   | Uvular  | Uvular  | Glottal |       |
| ---------- | -------- | -------- | ----------- | ----------- | ------- | -------- | ------- | ------- | ------- | ------- | ------- | ----- |
|            | einfach  | ejektiv  | einfach     | ejektiv     | einfach | ejektiv  | einfach | ejektiv | einfach | ejektiv | einfach |       |
| Plosive    | p [p]    | b’ [ɓ]   | t [t]       | t’ [t']     |         |          | k [k]   | k’ [k'] | q [q]   | q’ [q'] | ' [ʔ]   |       |
| Affrikate  |          |          | ts [ʦ]      | ts’ [ʦ’]    | ch [ʧʰ] | ch’ [ʧ’] |         |         |         |         |         |       |
| Frikative  |          |          | s [s]       | s [s]       | x [ʃ]   | x [ʃ]    |         |         | j [χ]   | j [χ]   | h [h]   | h [h] |
| Nasale     | m [m]    | m [m]    | n [n]       | n [n]       |         |          |         |         |         |         |         |       |
| Liquida    |          |          | l [l] r [r] | l [l] r [r] |         |          |         |         |         |         |         |       |
| Halbvokale |          |          |             |             | y [j]   | y [j]    | w [w]   | w [w]   |         |         |         |       |

## Orthographie
Seit der Kolonialzeit bis weit ins 20. Jahrhundert wurden für alle Maya-Sprachen verschiedene, auf den Spanischen basierende Schreibweisen verwendet. Auch Pater Ximénez verwendete bei der schriftlichen Fixierung des Popol Wuj eine grundsätzlich spanische Orthographie. Erst seit wenigen Jahren gibt es in Guatemala einen allgemein anerkannten Schriftstandard, der von der ALMG (Academia de las Lenguas Mayas de Guatemala) festgelegt wird. Diese Orthographie stimmt in wesentlichen Teilen (Lautwert der Buchstaben k und q sowie Apostroph ’ für Ejektive) auch mit den offiziellen Alphabeten für Quechua und Aymara in Südamerika überein.
| Der erste Satz des Popol Wuj in verschiedenen Schreibweisen: |                                                                                     |
| Pater Ximénez                                                | Are v xe tzíh varal Quíche ubí.                                                     |
| ALMG-Orthographie                                            | Are’ uxe’ ojer tziij waral K’iche’ ub’i’.                                           |
| (Spanische Übersetzung von Ximénez)                          | Este es el principio de las antíguas hístorías aquí en el quiché.                   |
| (Englische Übersetzung von Tedlock)                          | This is the beginning of the ancient word, here in the place called Quiché.         |
| (inoffizielle deutsche Übersetzung)                          | „Dies ist der Beginn der alten Erzählung hier in dem Ort, der Quiché genannt wird.“ |

## Syntax und Morphologie
Quiché ist (wie das Mayathan) eine SPO-Sprache (Subjekt-Prädikat-Objekt), während viele andere Maya-Sprachen PSO-Sprachen sind. Die Wortfolge ist jedoch nicht festgelegt, so dass oft auch die PSO-Folge verwendet wird.

## Phonetische Besonderheiten
Während Erwachsene in den meisten Sprachen der Welt ihre Tonhöhe anheben, wenn sie mit kleinen Kindern sprechen, sinkt die Tonhöhe bei Quiché-Sprechern in diesem Fall. Der Grund dafür wird darin gesehen, dass bei den Quiché das Sprechen mit hoher Tonhöhe vor allem bei der Anrede von statushöheren Personen genutzt wird.

## Nahualá-Quiché
Die Quiché-Variante von Nahualá zeichnet sich durch den Erhalt einiger sehr urtümlicher Sprachmerkmale von Proto-Maya aus. Hierzu gehört insbesondere die Unterscheidung fünf langer (aa, ee, ii, oo, uu) und fünf kurzer Vokale (a, e, i, o, u). Nach dieser Aussprache lautet der Name der Sprache K‘ichee‘ und nicht K‘iche‘. Des Weiteren haben sich im Nahualá-Quiché die Phoneme [h] und [N] gehalten, welche beide nur am Wortende und fast nur nach kurzen Vokalen auftreten. [N] kommt allerdings nur in wenigen Wörtern vor.